# Чирьяк, Ловре
Ловре Чирьяк (хорв. Lovre Čirjak; 2 ноября 1991, Задар) — хорватский футболист, левый полузащитник и нападающий.

## Биография
Воспитанник задарского клуба «Далматинац Црно», в 14-летнем возрасте перешёл в юношескую команду «Задара», а спустя год — в «Динамо» (Загреб). Взрослую карьеру начал в командах низших дивизионов Хорватии.
В начале 2013 года перешёл в македонский клуб «Шкендия», за половину сезона сыграл 12 матчей и забил два гола в чемпионате Македонии. Пропустив следующий сезон, летом 2014 года присоединился к команде «Задар», с которой по итогам сезона 2014/15 вылетел из высшего дивизиона Хорватии. В начале 2016 года перешёл в словенский «Целе», провёл полтора сезона в чемпионате Словении. Осенью 2017 года выступал за хорватский «Интер» Запрешич.
В начале 2018 года перешёл в российский «Олимпиец» Нижний Новгород из ФНЛ, подписал с клубом контракт на полтора года, но в зимний перерыв покинул клуб.
В дальнейшем играл за клубы Словении, Хорватии и Израиля, в основном в низших дивизионах. В прерванном из-за пандемии COVID-19 сезоне 2019/20 стал лучшим бомбардиром второго дивизиона Словении (14 голов). В сезоне 2022/23 в составе «Хорватского Витязя» стал лучшим бомбардиром зонального турнира четвёртого дивизиона Хорватии с 20 голами.